# Spencer Compton, 1. jarl af Wilmington
Spencer Compton, 1. jarl af Wilmington (født ca. 1674, død 2. juli 1743) var en britisk statsmand fra Whig-partiet, der var Storbritanniens 2. premierminister fra 1742 til sin død i 1743. Compton regnes for at være Storbritanniens anden premierminister efter Robert Walpole.